# 伊太祈曾站
伊太祈曾站（日语：／ Idakiso eki */?）是一個位於和歌山縣和歌山市伊太祈曽，屬於和歌山電鐵貴志川線的車站。車站編號是09。
2006年（平成18年）4月1日起，此站由南海電氣鐵道交由和歌山電鐵營運，當天起此站也由原名「伊太祁曾站」改為現在的車站名稱。和歌山電鐵有修改車站名稱標記，小冊子等的記號的方針，車站名稱，指示標誌等為舊車名。在進入車站前和開車後會在車內響起《鞠與殿樣》的鈴聲。

## 歷史
2025年1月7日，和歌山電鐵任命一隻三色母貓「五代玉」擔任副站長，而五代玉將輪流在貴志站及伊太祈曾站執勤。

## 車站結構
島式月台1面2線的地面車站。

### 月台配置
| 月台 | 目的地                  |
| ---- | ----------------------- |
| 1    | ■大池遊園、貴志方向     |
| 1    | ■和歌山方向（此站始發） |
| 2    | ■和歌山方向             |

一部分的此站始發的列車自1號月台開車。

## 相鄰車站
和歌山電鐵
貴志川線
吉禮（08）－伊太祈曾（09）－山東（10）

## 外部連結
- 伊太祈曽駅（駅別の時刻表）PDF - 和歌山電鐵